# Mein Berg
Mein Berg ist ein Lied der deutschen Pop-Rock-Band Unheilig. Das Stück ist die zweite Singleauskopplung aus ihrem achten Studioalbum Gipfelstürmer.

## Entstehung und Artwork
Geschrieben wurde das Lied von dem Grafen, Markus Tombült und Henning Verlage. Die Produktion der Single erfolgte durch Roland Spremberg. Gemastert wurde das Lied von Truebusyness Musicproductions in Berlin, unter der Leitung von Sascha Bühren. Gemischt wurde das Lied von Tritonus in Berlin, unter der Leitung von Moritz Enders. Aufgenommen wurde das Stück in den Sendener Principal Studios. Das Lied wurde unter dem Musiklabel Vertigo Records veröffentlicht und durch den Fansation Musikverlag sowie Universal Music Publishing verlegt. Das rot-schwarz gehaltene Cover der Maxi-Single zeigt neben dem Künstlernamen und dem Liedtitel eine Grafik einer alten Dampflokomotive, die einen Tunnel verlässt.

## Veröffentlichung und Promotion
Die Erstveröffentlichung von Mein Berg erfolgte am 13. März 2015 in Deutschland, Österreich und der Schweiz. Das Lied ist zum einzelnen Download und als Maxi-Single erhältlich. Die Maxi-Single beinhaltet, neben der Radioversion von Mein Berg, die „Extended-Version“ von Zeit zu gehen sowie drei Liveaufnahmen. Die Liveaufnahmen stammen von einem Akustikkonzert im Ferry Porsche Congress Center in Zell am See (Österreich) vom 28. November 2014. Bei diesem Konzert feierten Unheilig ihre Weltpremiere des Gipfelstürmer Albums.
Um das Lied zu bewerben, war der Werbespot für das Gipfelstürmer-Album ab März 2015 mit dem Lied Mein Berg untermalt.

## Inhalt
Der Liedtext zu Mein Berg ist komplett in deutscher Sprache verfasst. Die Musik und der Text wurden gemeinsam vom Grafen, Markus Tombült und Henning Verlage verfasst. Musikalisch bewegt sich das Lied im Bereich des Pop-Rock.

„Ich schenke mir einen Augenblick und kann das Kind in mir sehen,

dessen größte Angst es immer war, im Leben alleine zu stehen.
Ich öffne meine Augen und sehe so viele wie mich.

Jeder geht seinen Berg hinauf und will spüren, dass er wertvoll ist.“

Zu Beginn singt der Graf das Lied aus der Ich-Perspektive (Ich öffne meine Augen), ab dem letzten Refrain singt er das Lied aus der Wir-Perspektive (Wir öffnen unsere Augen).
Zur Entstehung des Liedes sagte der Graf folgendes:

„Also ich glaube, ich habe schon sehr viele persönliche Lieder geschrieben, die von meinen innersten Emotionen handeln. Bei dem Lied allerdings muss man ganz klar sagen, dass ich auch so eine gewisse Selbsterkenntnis, die ich die letzten Monate und Jahre bekommen habe. Ich erkläre in diesem Lied wieso ich so bin, wie ich eben bin. Warum ich denn Musiker geworden bin und was mein Berg in meinem Leben gewesen ist, den ich immer hoch gehe. Immer auf der Suche nach Applaus, immer auf der Suche nach einer Bestätigung, immer auf der Suche nach dem Gefühl, wertvoll zu sein. Ich bin den Weg da hoch gegangen immer und habe manchmal auch vergessen, nach rechts und nach links zu schauen und habe auch manchmal die ganzen Menschen vergessen, die diesen Weg mit mir zusammen gegangen sind. Diese Erkenntnis habe ich so gewonnen, weil ich immer das große Ziel gehabt habe, persönlich für mich selber eine Bestätigung zu bekommen, durch den Applaus, der mir das Gefühl gibt wertvoll zu sein. Im Grunde genommen ist Mein Berg eine Erklärung, weswegen Gipfelstürmer das letzte Unheilig-Album ist und weswegen Gipfelstürmer den musikalischen Abschied einläutet. Allerdings kann man auch sagen, dass jeder Mensch seinen Berg da hoch geht, immer das große Ziel vor Augen hat und man kann im Grunde genommen sagen: Wir alle gehen jeder persönlich für sich selber einen Berg hoch. Kämpfen uns da hoch, glauben daran, dass da oben das große Glück ist, glauben daran, dass da oben unsere Erfüllung ist und auf diesem Weg, glaube ich, ist es einfach wichtig, nicht die Menschen zu vergessen, die den Weg gemeinsam mit Dir da hoch gehen.“

## Musikvideo
Das Musikvideo zu Mein Berg feierte am 13. März 2015, auf YouTube, seine Premiere. Unterstützt wurden Unheilig von den Schauspielern Niklas Marc Heinecke und Tyrell van Boog. Zu Beginn sind zwei Kinder zu sehen, die einen Sandberg hinaufklettern. Danach ist ein Pärchen auf einer Brücke sitzend zu sehen, wobei der Mann (Nik) der Frau ein Lied mit seiner Akustikgitarre spielt. Später sitzen beide zusammen beim Fernsehen und sehen einen Musiker der einen ECHO gewinnt, worauf Nik seiner Freundin zu verstehen gibt, dass er selbst auch dorthin will. Es folgt eine Aufnahme im Tonstudio und das Aussuchen des Coverbildes. Danach ist eine Chartauswertung zu sehen, die Nik auf Position eins der Charts zeigt. Es folgen Konzertausschnitte, das feiern einer Goldenen Schallplatte und der Gewinn des Echo Pops. Am Ende sieht man Nik der verzweifelt versucht neue Texte zu schreiben und dabei auch seine Freundin wegstößt. Während eines Blitzgewittersauf dem roten Teppich sieht er seine Freundin und gesteht sich seinen Fehler ihr gegenüber ein und geht zu ihr um zusammen das Event zu verlassen. Zwischendurch ist immer wieder der Graf zu sehen, der alleine in einer Arena, mit einem Klavier, das Lied singt. Die Gesamtlänge des Videos ist 4:49 Minuten. Regie führte Markus Gerwinat.

## Mitwirkende
| Liedproduktion - Sascha Bühren: Mastering - Moritz Enders: Abmischung - Der Graf: Gesang, Komponist, Liedtexter - Roland Spremberg: Musikproduzent - Markus Tombült: Komponist, Liedtexter - Henning Verlage: Komponist, Liedtexter Unternehmen - Fansation Musikverlag: Verlag - Principal Studios: Tonstudio - QFilmproduktion: Filmproduzent (Musikvideo) - Tritonus: Abmischung - Truebusyness Musicproductions: Mastering - Universal Music Publishing: Verlag - Vertigo Records: Musiklabel | Musikvideo - Mark Entzelmann: Filmproduzent - Benjamin Erdenberger: Oberbeleuchter - Maria Friedemann: Produktionsassistentin - Markus Gerwinat: Regisseur - Niklas Marc Heinecke: Schauspieler - Frederik Poppenk: Filmproduzent - René Rimkus: Postproduktionsassistent - Tini Sager: Maskenbildnerin - Toni Schultz: Beleuchter - Felix Storp: Kameramann - Maik Uhlig: Lichtassistent - Jan Umpfenbach: Beleuchter - Tyrell van Boog: Schauspieler |